# Apamea smythi
Apamea smythi är en fjärilsart som beskrevs av John G. Franclemont 1952. Apamea smythi ingår i släktet Apamea och familjen nattflyn. Inga underarter finns listade i Catalogue of Life.